# Lamberto Pietropoli
Lamberto Pietropoli (Adria, 22 giugno 1936 – Belluno, 27 ottobre 1994) è stato un compositore e direttore di coro italiano.

## Biografia
Di madre bellunese, più precisamente cadorina, e padre polesano, tra gli anni settanta e ottanta fu un importante esponente nell'ambito della musica corale di ispirazione popolare.

Fondò nel 1961 il Coro Minimo Bellunese, strinse amicizia con i compositori suoi concittadini come Nino Prosdocimi e Francesco Ferdinando Giulietti. Nel 1963 si trasferì nella capitale, città in cui fondò il Coroanaroma, coro dell'ANA di Roma, che diresse fino al 1985.

## La sua produzione
La sua produzione è quasi totalmente rivolta alla musica corale, soprattutto per organico maschile, ma si dedicò con interesse anche alle armonizzazioni per coro misto: un esempio è il suo secondo libro “Voci miste in coro” che raccoglie composizioni ed elaborazioni rivolte proprio a questo genere di organico corale, e dedicato al coro Agordo diretto da Salvatore Santomaso. Pietropoli ha collaborato con numerosi complessi corali amatoriali e professionistici, soprattutto del Veneto e del Lazio. È ormai entrato a buon diritto fra i compositori definiti  "classici" nell'ambito della musica  corale di ispirazione popolare e nell'ambito dell'elaborazione corale di musiche provenienti dalla tradizione orale non solo italiana, ma anche di altri paesi come la Francia, la Germania gli Stati Uniti, ecc. 

Interessante anche la sua produzione di elaborazioni di brani pop; spesso si è ispirato anche alla grande stagione dei cantautori italiani.
Per la sua attività di direttore e compositore gli furono conferiti numerosi premi, tra cui nel 1984, in Campidoglio, il premio Personalità europea; negli anni successivi l'Agordino d'oro e il Rigo musicale ad Adria. Il Maestro Natalino Brugiolo direttore del coro di San Vito di Cadore ha recentemente pubblicato una bella antologia di elaborazioni e composizioni rimaste per molti anni inedite del maestro bellunese e intitolata La terra, il cielo, l'amore vo cantando.

### Curiosità
Ha collaborato con Adriano Celentano nell'album Nostalrock e anche con Claudio Baglioni, dirigendo nel 1975 il Coroanaroma nella canzone Il lago di Misurina (contenuta nell'album Sabato pomeriggio) e dirigendo nel 1977 il Coroanaroma (per l'occasione col nome I Nuovi Interpreti del Folk, dall'omonimo LP) nei brani Nel sole, nel sale, nel sud e Quante volte (contenuti nell'album Solo).